# Singles (album, Nirvana)
Singles je box set, který zahrnuje písničky ze singlů americké grungeové skupiny Nirvana. Vyšel v Evropě pod vydavatelstvím Geffen Records v roce 1995. Zahrnuje čtyři singly z alba Nevermind („Smells Like Teen Spirit“, „Come as You Are“, „In Bloom“ a „Lithium“) a dva singly, které vyšly k albu In Utero („Heart-Shaped Box“ a „All Apologies“). Nezahrnuje singl „Pennyroyal Tea“, který rovněž vyšel k albu In Uteru.

## Seznam skladeb
Autorem všech skladeb je Kurt Cobain, pokud není uvedeno jinak.

### „Smells Like Teen Spirit“
1. „Smells Like Teen Spirit“ (Cobain/Grohl/Novoselic) – 4:39
2. „Even in His Youth“ (Cobain/Grohl/Novoselic) – 3:06
3. „Aneurysm“ (Cobain/Grohl/Novoselic) – 4:46

### „Come as You Are“
1. „Come as You Are“
2. „Endless, Nameless“
3. „School“ (živě, Paramount Theatre (Seattle, Washington) 31. října 1991)
4. „Drain You“ (živě, Paramount Theatre (Seattle, Washington) 31. října 1991)

### „In Bloom“
1. „In Bloom“
2. „Sliver“ (živě, O'Brien Pavilion (Del Mar, Kalifornie) 28. prosince 1991)
3. „Polly“ (live, O'Brien Pavilion (Del Mar, Kalifornie) 28. prosince 1991)

### „Lithium“
1. „Lithium“
2. „Been a Son“ (živě, Paramount Theatre (Seattle, Washington) 31. října 1991)
3. „Curmudgeon“

### „Heart-Shaped Box“
1. „Heart-Shaped Box“
2. „Milk It“
3. „Marigold“ (Grohl)

### „All Apologies“
1. „All Apologies“
2. „Rape Me“
3. „Moist Vagina“

## Umístění v žebříčku
| Rok  | Žebříček                                    | Pozice |
| ---- | ------------------------------------------- | ------ |
| 1995 | Oficiální francouzský žebříček singlů       | 17     |
| 1995 | Oficiální žebříček alb Spojeného království | 101    |